# نامه

خواندن نامه اثر پابلو پیکاسو

نامِه  یک وسیله ارتباطی سنتی برای ارتباط میان دو شخص یا گروه است. از دیدگاه ارتباطات، نامه یک پیام به صورت نوشتاری است. نامه معمولاً برای برقراری ارتباط بین دو فرد که در مکان‌های جغرافیایی مختلف هستند به کار می‌رود.
تا سده‌های اخیر، نامه مهم‌ترین وسیله ارتباطی بین مکان‌های جغرافیایی مختلف بود اما با گسترش فناوری‌های ارتباطی جدید مانند تلفن و تلگراف، نامه‌های نوشتاری قدیمی، ارزش ارتباطی خود را رفته رفته از دست دادند. در دهه‌های اخیر و با نفوذ بیشتر اینترنت و وب جهانی، امکان ارتباط سریع میان اشخاص در مناطق مختلف فراهم شده‌است. بنابراین، از اهمیت نامه به عنوان وسیله ارتباطی کاسته شده‌است.

## نکات نوشتن نامه
1. لحن نوشتن باید متناسب با نوع نامه باشد. (مثلاً: رسمی، غیررسمی.)
2. اندازه کاغذ انتخابی باید استاندارد (A4) و تمیز باشد.
3. نوع خودکار باید آبی یا مشکی باشد.
4. در نامه باید به‌درستی از علامت‌های نگارشی استفاده کرد.

## نامه رسانی

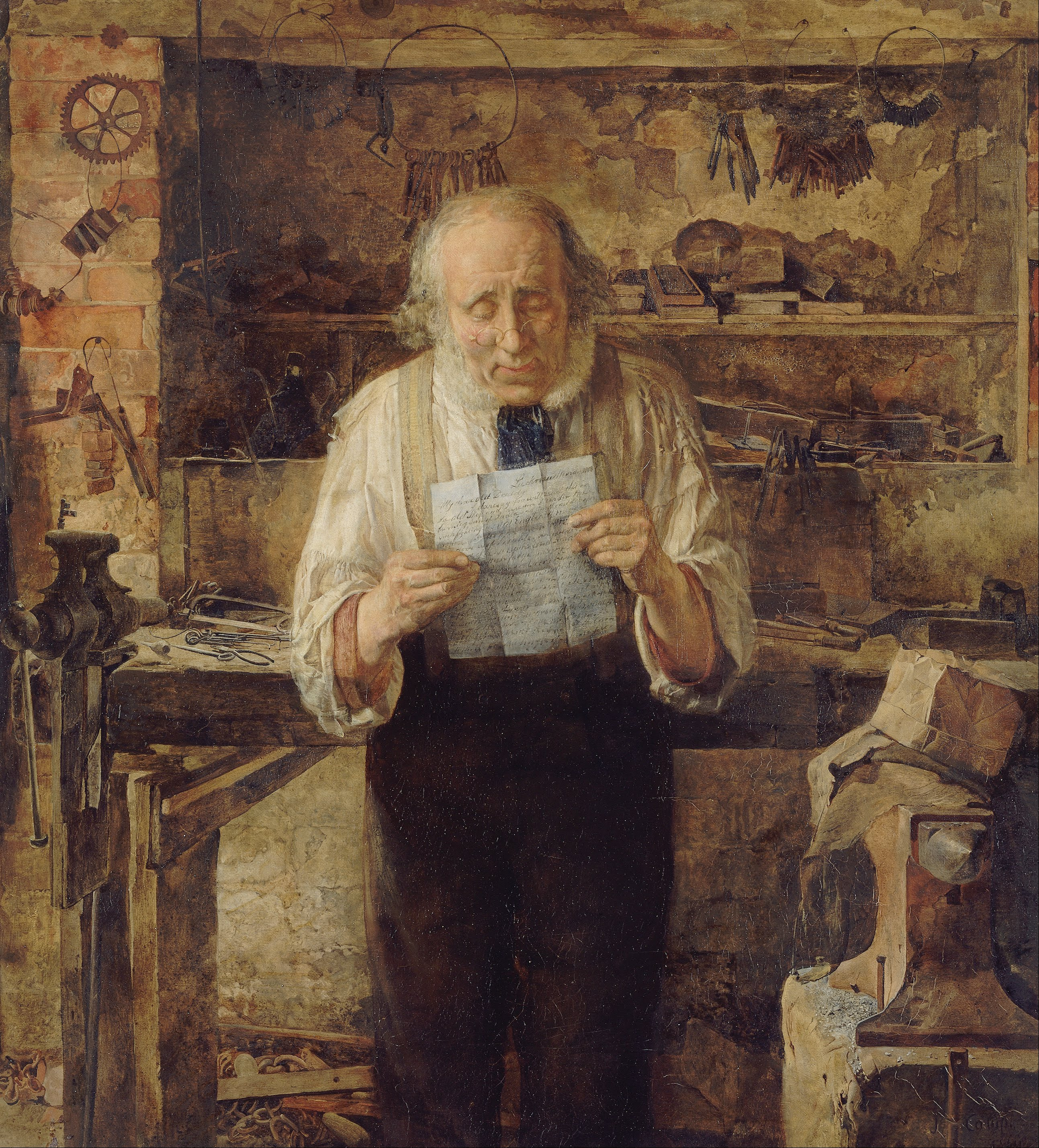
James Campbell - News from My Lad - Google Art Project

نامه رسانی یا پست، سیستمی است که برای انتقال نامه از فرستنده به گیرنده به کار می‌رود. معمولاً نامه‌ها توسط ادارات پست دولتی یا شرکت‌های خصوصی حمل و نقل می‌شوند. در ایران قدیم، نظام گسترده و کارآمدی به نام چاپار برای نامه رسانی به کار می‌رفته است. نامه رسانان با تردد بین چاپارخانه‌ها، پیامها، اخبار و نامه‌ها را جابجا می‌کرده‌اند.

## انواع نامه
نامه‌ها می‌توانند به صورت دوستانه یا رسمی‌باشند. نامه دوستانه برای احوالپرسی و ارتباط بین اشخاص به کار می‌رود. نامه رسمی بیشتر برای فعالیت‌های تجاری، اداری، آموزشی و سیاسی به کار می‌رود. از میان نامه‌های رسمی، نامه اداری پر کاربردترین نامه هاست که برای انواع ارتباطات و درخواستهای اداری به کار می‌رود و شیوهٔ خاص خود برای نوشتن را دارد.

## واژه‌شناسی
نامه واژه ایست پارسی که در پهلوی به صورت نامک تلفظ میشده‌است و در کتاب‌های برخی از مغان مانند ارداویراف نامه به صورت پسوند (ارداویراف نامک) آمده است  معرب آن نامج می‌باشد در زبان فارسی، علاوه بر مفهوم رایج آن، به عنوان هرگونه نوشته رسمی یا انتشارات دیگر هم به کار می‌رود. این واژه به صورت پسوند به سایر کلمات اضافه می‌شود مانند کارنامه، خبرنامه، روزنامه و کتابنامه.